# رودریگو فرناندز والیتی
رودریگو فرناندز والیتی (به پرتغالی: Rodrigo Fernandes Valete) هافبک اهل برزیل است که در شهر Itaporanga و در تاریخ ۳ مارس ۱۹۷۸ به دنیا آمده‌است.
رودریگو فرناندز والیتی در تیم‌های فوتبال سانتوس سابقهٔ حضور دارد.